# Глануэрт
Глануэрт (англ. Glanworth; ирл. Gleannúir, «тисовая долина») — деревня в Ирландии, находится в графстве Корк (провинция Манстер).
Из достопримечательностей деревни можно назвать замок Глануэрт, монастырь Глануэрт (построенный в XIII веке, осквернённый в XVI веке и ныне частично восстановленный) и мегалит Лаббакалли, крупнейшая гробница своего рода в Ирландии.
Железнодорожная станция Глануэрта была открыта 23 марта 1891 года, закрыта для товаро- и пассажироперевозок 27 января 1947 года и окончательно закрыта 1 декабря 1953 года.

## Демография
Население — 432 человека (по переписи 2006 года). В 2002 году население составляло 378 человек.
Данные переписи 2006 года:
| Общие демографические показатели |               |                               |                               |      |      |
| Всё население                    | Всё население | Изменения населения 2002—2006 | Изменения населения 2002—2006 | 2006 | 2006 |
| 2002                             | 2006          | чел.                          | %                             | муж. | жен. |
| 378                              | 432           | 54                            | 14,3                          | 217  | 215  |